# Ocupación de Puerto Bolívar
La ocupación de Puerto Bolívar fue una acción de armas sucedida el 31 de julio de 1941, en el conflicto armado peruano-ecuatoriano de 1941, habiendo pasado a la historia como la primera operación militar en la que se usaron fuerzas aerotransportadas en toda América.

## Antecedentes
El 6 de julio, los aviones del Cuerpo Aeronáutico del Perú realizaron ataques aéreos contra los puestos fronterizos ecuatorianos a lo largo del río Zarumilla, bombardeando las ciudades fronterizas ecuatorianas de Huaquillas, Arenillas, Santa Rosa y Pasaje. Durante la batalla de Zarumilla continuaron los bombardeos estratégicos sobre Machala, Puerto Bolívar, Loja y Guayaquil. Para cuando se había decretado un alto al fuego (31 de julio), estaban destruidas las vías férreas, la recién inaugurada Carretera Panamericana, centrales eléctricas, comisariatos de la Aduana, comisarías de los Carabineros, bases militares y navales.
El buque peruano Almirante Villar recibió órdenes de efectuar patrullaje y reconocimiento en la zona del canal de Jambelí, cuando se encontró con el buque ecuatoriano Abdón Calderón. Tras un breve enfrentamiento, el Almirante Villar no recibió daños de consideración y el Abdón Calderón huyó a toda velocidad hacia el puerto de Guayaquil. Tras la escaramuza, la Marina peruana tuvo el dominio de la parte sur de las aguas ecuatorianas.
El 28 de julio, el Coronel Bolognesi y el Almirante Guise, bombardearon Punta Jambelí y Puerto Bolívar.

## La operación
Durante el avance de las tropas peruanas en la provincia de El Oro, se capturó numeroso y moderno armamento. El mando peruano desconocía el lugar y la zona de donde procedían las armas. En un reconocimiento aéreo, el comandante César Álvarez Guerra observó una inusual movilización en Puerto Bolívar, ocasionada por la carga del armamento en los vagones de ferrocarril. Fue entonces cuando decidió lanzar una operación a cargo de la Compañía de Paracaidistas para tomar por asalto Puerto Bolívar.
El 31 de julio, los suboficiales CAP Antonio Brandariz Ulloa, Carlos Raffo García y Armando Orozco Falla se ofrecieron voluntariamente a efectuar la operación, que era calificada de suicida. La misión debía cumplirse antes de las 18:00 horas de ese día, que era cuando comenzaba el alto al fuego. Se les proporcionó dos pistolas, un cuchillo, mapas del lugar y una linterna. A las 17:45 horas, los paracaidistas descendieron sobre el muelle, capturando rápidamente las ametralladoras del lugar y disparando a discreción contra los soldados ecuatorianos, los cuales se retiraron. Minutos después, recibieron refuerzos: un pequeño grupo compuesto por siete soldados. Durante la noche, abrieron fuego contra buques que se dirigían a la bahía y capturaron un cuantioso botín de guerra, consistente principalmente en armamento moderno. Asimismo, confeccionaron una bandera peruana con alfileres y tela roja y blanca y la izaron en una caña brava.
Tres días después, llegaron nuevos refuerzos: los buques Coronel Bolognesi y Guardián Ríos se presentaron en el puerto.

## Consecuencias
Tras la ocupación de Puerto Bolívar, se consolidó la ocupación peruana de la Provincia de El Oro, que permanecería bajo dominio de su ejército hasta 1942, luego de la firma del Protocolo de Río de Janeiro.

## Premios y condecoraciones
Mediante ley Nº 16126 Antonio Brandariz Ulloa, Carlos Raffo García y Armando Orozco Falla son reconocidos como héroes nacionales, además de ser los protagonistas de la primera operación aerotransportada conjunta en América y la tercera del Mundo.